# Аватар (франшиза)
«Авата́р» (англ. Avatar) — франшиза канадского кинорежиссёра Джеймса Кэмерона и запланированная серия научно-фантастических фильмов, созданных компанией Lightstorm Entertainment и распространяемых компанией 20th Century Studios, а также связанных с ними компьютерных игр и тематических парков аттракционов.
Первая часть, «Аватар», была выпущена 18 декабря 2009 года и является самым кассовым фильмом всех времен. Планируемая серия продолжений была анонсирована компанией 20th Century Fox 11 декабря 2009 года, за неделю до выхода фильма в кинотеатрах. 15 января 2010 года компания 20th Century Fox подтвердила запланированную серию продолжения первой части.
Как и оригинальный фильм, четыре запланированных продолжения имеют «полностью замкнутые» самостоятельные сюжеты, которые «приходят к своим собственным выводам». Четыре фильма имеют общий метанарратив, который объединяет их в большую взаимосвязанную сагу. Джеймс Кэмерон описал сиквелы как «естественные продолжения всех тем, персонажей и духовных течений» первого фильма.
Франшиза «Аватар» — одна из самых дорогих франшиз за всю историю кинематографа: совокупный бюджет первого фильма и четырёх его продолжений оценивается в 1 миллиард долларов.

## Фильмы
| Фильм                   | Дата выхода в США | Режиссёр       | Автор сценария                              | Автор сценария                                                          | Продюсер                     | Статус       |
| Фильм                   | Дата выхода в США | Режиссёр       | Сценарий                                    | Сюжет                                                                   | Продюсер                     | Статус       |
| ----------------------- | ----------------- | -------------- | ------------------------------------------- | ----------------------------------------------------------------------- | ---------------------------- | ------------ |
| «Аватар»                | 18 декабря 2009   | Джеймс Кэмерон | Джеймс Кэмерон                              | Джеймс Кэмерон                                                          | Джеймс Кэмерон и Джон Ландау | Выпущен      |
| «Аватар: Путь воды»     | 16 декабря 2022   | Джеймс Кэмерон | Джеймс Кэмерон, Рик Джаффа и Аманда Сильвер | Джеймс Кэмерон, Рик Джаффа, Аманда Сильвер, Джош Фридман и Шейн Салерно | Джеймс Кэмерон и Джон Ландау | Выпущен      |
| «Аватар: Огонь и пепел» | 19 декабря 2025   | Джеймс Кэмерон | Джеймс Кэмерон, Рик Джаффа и Аманда Сильвер | Джеймс Кэмерон, Рик Джаффа, Аманда Сильвер, Джош Фридман и Шейн Салерно | Джеймс Кэмерон и Джон Ландау | Пре-продакшн |
| «Аватар 4»              | 21 декабря 2029   | Джеймс Кэмерон | Джеймс Кэмерон и Джош Фридман               | Джеймс Кэмерон, Рик Джаффа, Аманда Сильвер, Джош Фридман и Шейн Салерно | Джеймс Кэмерон и Джон Ландау | Съёмки       |
| «Аватар 5»              | 19 декабря 2031   | Джеймс Кэмерон | Джеймс Кэмерон и Шейн Салерно               | Джеймс Кэмерон, Рик Джаффа, Аманда Сильвер, Джош Фридман и Шейн Салерно | Джеймс Кэмерон и Джон Ландау | В разработке |

### Аватар (2009)
Режиссёром и сценаристом фильма выступил Джеймс Кэмерон, в актёрский состав вошли Сэм Уортингтон, Зои Салдана, Сигурни Уивер, Мишель Родригес, Стивен Лэнг, Джоэль Дэвид Мур, Джованни Рибизи, Си Си Эйч Паундер, Дилип Рао, Мэтт Джеральд, Лаз Алонсо и Уэс Стьюди, действие происходит в 2154 году.
История сосредоточена на эпическом конфликте на Пандоре, обитаемом спутнике Полифема, одной из трех газовых гигантов, вращающихся вокруг Альфа Центавра А. На Пандоре человеческие колонисты и разумные гуманоидные коренные жители Пандоры, На’ви, вступают в войну за ресурсы планеты (такие как анобтаниум) и продолжение существования людей. Название фильма относится к дистанционно управляемым, генетически модифицированным телам человека-На’ви, используемым человеческими персонажами фильма для взаимодействия с туземцами. Главный герой, Джейк Салли — парализованный молодой человек, который путешествует на Пандору с Земли. Помогая корпоративному монолиту, известному как RDA, ему предоставляется аватар, который он использует для взаимодействия с Нейтири, а также её кланом, известным как Оматикайя.

### Аватар: Путь воды (2022)
Режиссёром и сценаристом снова выступил Джеймс Кэмерон. В ролях Сэм Уортингтон, Зои Салдана, Джоэл Дэвид Мур, Сигурни Уивер, Си Си Эйч Паундер, Стивен Лэнг, Джованни Рибизи, Кейт Уинслет, Клифф Кертис, Тринити Блисс, Джейми Флаттерс, Британ Далтон и Джек Чемпион. Действие происходит спустя 15 лет после событий первого фильма в 2170 году.
Действие происходит спустя более десяти лет после событий первого фильма, «Путь воды» фокусируется на возвращении RDA, что побуждает семью Джейка искать убежище в водных районах Пандоры в попытке сохранить друг друга в безопасности. Кэмерон сказал в интервью, что, хотя первый фильм был о «трепете и удивлении», сиквел больше фокусируется на персонажах. Первоначально фильм планировалось выпустить в декабре 2014 года, но несколько раз откладывался и был выпущен 16 декабря 2022 года. Производство началось в августе 2017 года и завершилось в сентябре 2020 года.

### Аватар: Огонь и пепел (2025)
Третий фильм планируется выпустить 19 декабря 2025 года. Интервью в середине 2010 года предполагали, что третий фильм будет больше исследовать систему Альфа Центавра, но сценарий был завершён только в конце 2015 года. Съёмки «Аватара 3» начались 25 сентября 2017 года в Новой Зеландии одновременно с «Аватаром: Путь воды» и были завершены в конце декабря 2020 года. Третий фильм представит новый агрессивный клан На’ви, известный как «Ash People», которые обитают рядом с вулканами. Кэмерон заявил, что «Аватар: Носитель семян» рассматривается как возможное название фильма, но Ландау опроверг слухи в декабре 2023 года.

### Аватар 4 (2029)
Четвёртый фильм планируется выпустить 21 декабря 2029 года. Джон Ландау сказал, что из-за шестилетнего пропуска в первом акте треть «Аватара 4» уже была снята, чтобы объяснить взросление детей-актёров, и 9 сентября 2022 года на D23 Expo было объявлено, что съемки официально начались. Кэмерон заявил, что «Аватар: Всадник тулкуна» рассматривается как возможное название фильма.

### Аватар 5 (2031)
Пятый фильм был анонсирован и запланирован на 19 декабря 2031 года. Джон Ландау заявил, что действие будет происходить на Земле, а Нейтири посетит планету. Кэмерон заявил, что «Аватар: В поисках Эйвы» рассматривается как возможное название фильма.

### Будущее
В декабре 2022 года Кэмерон рассказал, что у него есть планы на возможные шестой и седьмой фильмы, и он сделает их, если будет спрос. В феврале 2024 года Кэмерон повторил свои планы на шестой и седьмой фильм и признал, что, вероятно, передаст эстафету другому режиссёру, а Джон Ландау уже скончался после воссоздания сценария пятого фильма.

## Актёры и съемочная группа

### Актёрский состав
| Персонаж               | Фильмы            | Фильмы              | Фильмы                | Видеоигрa                   | Спектaкль                    |
| Персонаж               | Аватар            | Аватар: Путь воды   | Аватар: Огонь и пепел | Avatar: The Game            | Toruk — The First Flight     |
| ---------------------- | ----------------- | ------------------- | --------------------- | --------------------------- | ---------------------------- |
| Персонаж               | 2009              | 2022                | 2025                  | 2009                        | 2015                         |
| Джейк Салли            | Сэм Уортингтон    | Сэм Уортингтон      | Сэм Уортингтон        |                             |                              |
| Нейтири                | Зои Салдана       | Зои Салдана         | Зои Салдана           |                             |                              |
| Майлз Куоритч          | Стивен Лэнг       | Стивен Лэнг         | Стивен Лэнг           | Стивен Лэнг                 |                              |
| Паркер Селфридж        | Джованни Рибизи   | Джованни Рибизи     | Джованни Рибизи       | Джованни Рибизи             |                              |
| Доктор Норм Спеллман   | Джоэл Дэвид Мур   | Джоэл Дэвид Мур     | Джоэл Дэвид Мур       |                             |                              |
| Доктор Макс Пател      | Дилип Рао         | Дилип Рао           | Дилип Рао             |                             |                              |
| Капрал Лайл Уэйнфлит   | Мэтт Джеральд     | Мэтт Джеральд       | Мэтт Джеральд         |                             |                              |
| Мо’ат                  | Си Си Эйч Паундер | Си Си Эйч Паундер   | Си Си Эйч Паундер     |                             |                              |
| Доктор Грэйс Огустин   | Сигурни Уивер     | Сигурни Уивер       |                       | Сигурни Уивер               |                              |
| Пилот Труди Чакон      | Мишель Родригес   |                     |                       | Мишель Родригес             |                              |
| Эйтукан                | Уэс Стьюди        |                     |                       |                             |                              |
| Тсу’тей                | Лаз Алонсо        |                     |                       |                             |                              |
| Кири                   |                   | Сигурни Уивер       | Сигурни Уивер         |                             |                              |
| Тоновари               |                   | Клифф Кертис        | Клифф Кертис          |                             |                              |
| Генерал Ардмор         |                   | Эди Фалко           | Эди Фалко             |                             |                              |
| Капитан Мик Скорсби    |                   | Брендан Коуэлл      | Брендан Коуэлл        |                             |                              |
| Доктор Карина Моге     |                   | Мишель Йео          | Мишель Йео            |                             |                              |
| Доктор Ян Гарвин       |                   | Джемейн Клемент     | Джемейн Клемент       |                             |                              |
| Варанг                 |                   | Уна Чаплин          | Уна Чаплин            |                             |                              |
| Ксавьер «Паук» Сокорро |                   | Джек Чемпион        | TBA                   |                             |                              |
| Нетиам                 |                   | Джейми Флэттерс     | TBA                   |                             |                              |
| Ло’ак                  |                   | Британия Далтон     | TBA                   |                             |                              |
| Туктирей «Тук»         |                   | Тринити Блисс       | TBA                   |                             |                              |
| Цирейя «Рейя»          |                   | Бэйли Басс          | TBA                   |                             |                              |
| Аонунг                 |                   | Филип Гельо         | TBA                   |                             |                              |
| Ротксо                 |                   | Дуэйн Эванс-младший | TBA                   |                             |                              |
| Ронал                  |                   | Кейт Уинслет        | TBA                   |                             |                              |
| TBA                    |                   | Вин Дизель          | TBA                   |                             |                              |
| TBA                    | Си Джей Джонс     |                     | TBA                   |                             |                              |
| TBA                    |                   | Дэвид Тьюлис        |                       |                             |                              |
| Абель Райдер           |                   |                     |                       | Одри ВасилевскиКрис Эджерли |                              |
| Кендра Мидори          |                   |                     |                       | Кимберли Брукс              |                              |
| Далтон                 |                   |                     |                       | Кит Фергюсон                |                              |
| Тан Джала              |                   |                     |                       | Андре Соглиуццо             |                              |
| Командир Фалько        |                   |                     |                       | Пол Эйдинг                  |                              |
| Доктор Виктор Монро    |                   |                     |                       | Грегори Алан Уильямс        |                              |
| Свавта                 |                   |                     |                       | Дэвид Кэй                   |                              |
| Рай’ук                 |                   |                     |                       | Кайл Хеберт                 |                              |
| Доктор Рене Харпер     |                   |                     |                       | Рон Орбах                   |                              |
| Бейда’амо              |                   |                     |                       | Эмерсон Брукс               |                              |
| Шаман клана Оматикайя  |                   |                     |                       |                             | Куми ДуниоПрискилия Ле Фолль |
| Сказочник              |                   |                     |                       |                             | Раймонд О’Нил                |
| Ралу                   |                   |                     |                       |                             | Габриэль КристоИеремия Хьюз  |
| Енту                   |                   |                     |                       |                             | Гийом ПакенДаниэль Крисп     |
| Цал                    |                   |                     |                       |                             | Джулия ПиолантиЗоя Сабатти   |

Примечание. Серая клетка означает, что персонаж не появлялся на указанном носителе.

### Съёмочная группа
| Фильм                 | Композитор      | Оператор          | Монтажёры                                                | Кинокомпании                                                        | Дистрибьютор                        | Длительность                                                |
| --------------------- | --------------- | ----------------- | -------------------------------------------------------- | ------------------------------------------------------------------- | ----------------------------------- | ----------------------------------------------------------- |
| Аватар                | Джеймс Хорнер   | Мауро Фиоре       | Стивен Е. Ривкин Джон Рефуа Джеймс Кэмерон               | Lightstorm Entertainment Dune Entertainment Ingenious Film Partners | 20th Century Fox                    | 161 мин (театральная версия) 178 минут (расширенная версия) |
| Аватар: Путь воды     | Саймон Франглен | Расселл Карпентер | Дэвид Бреннер Стивен Е. Ривкин Джон Рефуа Джеймс Кэмерон | 20th Century Studios Lightstorm Entertainment TSG Entertainment     | Walt Disney Studios Motion Pictures | 192 мин                                                     |
| Аватар: Огонь и пепел | Саймон Франглен | Расселл Карпентер | Дэвид Бреннер Стивен Е. Ривкин Джон Рефуа Джеймс Кэмерон | 20th Century Studios Lightstorm Entertainment TSG Entertainment     | Walt Disney Studios Motion Pictures | TBA                                                         |
| Аватар 4              | Саймон Франглен | Мауро Фиоре       | Стивен Е. Ривкин Джон Рефуа Джеймс Кэмерон               | 20th Century Studios Lightstorm Entertainment TSG Entertainment     | Walt Disney Studios Motion Pictures | TBA                                                         |
| Аватар 5              | Саймон Франглен | Мауро Фиоре       | Стивен Е. Ривкин Джон Рефуа Джеймс Кэмерон               | 20th Century Studios Lightstorm Entertainment TSG Entertainment     | Walt Disney Studios Motion Pictures | TBA                                                         |

## Реакция
Первый фильм вышел в прокат 18 декабря 2009 года. По состоянию на 27 декабря 2009 года официальный бюджет фильма составил $237 млн. и около $150 млн на рекламу. Однако в настоящее время фильм является самым кассовым фильмом в истории, собрав по всему миру $2 847 246 203. Фильм также породил множество сопутствующих товаров, включая серию видеоигр, путеводители и другие коллекционные товары. Фильм был хорошо принят критиками и получил множество наград.

### Кассовые сборы
| Фильм                 | Дата выпуска    | Кассовые сборы   | Кассовые сборы | Кассовые сборы | Рейтинг кассовых сборов      | Рейтинг кассовых сборов | Бюджет (млн.) | Пр.    |
| Фильм                 | Дата выпуска    | Северная Америка | Другие страны  | Весь мир       | Северная Америка (всё время) | Весь мир (всё время)    | Бюджет (млн.) | Пр.    |
| --------------------- | --------------- | ---------------- | -------------- | -------------- | ---------------------------- | ----------------------- | ------------- | ------ |
| Аватар                | 18 декабря 2009 | $785 221 649     | $2 138 484 377 | $2 923 706 026 | 4                            | 1                       | $237 млн.     | [ 19 ] |
| Аватар: Путь воды     | 16 декабря 2022 | $684 075 767     | $1 633 438 619 | $2 317 514 386 | 7                            | 3                       | $350 млн      | [ 21 ] |
| Аватар: Огонь и пепел | 19 декабря 2025 | TBD              | TBD            | TBD            | TBD                          | TBD                     | $250 млн      | [ 21 ] |
| Аватар 4              | 21 декабря 2029 | TBD              | TBD            | TBD            | TBD                          | TBD                     | $250 млн      | [ 21 ] |
| Аватар 5              | 19 декабря 2031 | TBD              | TBD            | TBD            | TBD                          | TBD                     | $250 млн      | [ 21 ] |
| Общее                 | Общее           | $1 469 297 416   | $3 771 922 996 | $5 241 220 412 | 17                           | 14                      | $1,337 млрд.  | [ 23 ] |

### Критический и общественный резонанс
| Фильм             | Критический         | Критический      | Общественный | Общественный |
| Фильм             | Rotten Tomatoes     | Metacritic       | CinemaScore  | PostTrak     |
| ----------------- | ------------------- | ---------------- | ------------ | ------------ |
| Аватар            | 82 % (336 рецензий) | 83 (38 рецензий) | A            | N/A          |
| Аватар: Путь воды | 76 % (449 рецензий) | 67 (68 рецензий) | A            | 91 %         |

### Награды
| Категория            | 82-я церемония «Оскар» | 95-я церемония «Оскар» |
| Категория            | Аватар                 | Путь воды              |
| -------------------- | ---------------------- | ---------------------- |
| Фильм                | Номинация              | Номинация              |
| Режиссёр             | Номинация              |                        |
| Художник-постановщик | Победа                 | Номинация              |
| Оператор             | Победа                 |                        |
| Монтаж               | Номинация              |                        |
| Музыка               | Номинация              |                        |
| Звук                 | Номинация              | Номинация              |
| Звуковой монтаж      | Номинация              | Упразднена             |
| Визуальные эффекты   | Победа                 | Победа                 |

## Музыка

### Саундтреки
| Название                                                     | Дата выхода в США | Длина   | Композитор      | Лейбл(ы)                  |
| ------------------------------------------------------------ | ----------------- | ------- | --------------- | ------------------------- |
| Avatar: Music from the Motion Picture                        | 15 декабря 2009   | 1:18:51 | Джеймс Хорнер   | Atlantic, Fox Music, Syco |
| Avatar: The Way of Water: Original Motion Picture Soundtrack | 15 декабря 2022   | 1:16:32 | Саймон Франглен | Hollywood                 |

### Синглы
- «I See You» — песня и тема первого фильма.
- «Nothing Is Lost (You Give Me Strength)» — песня второго фильма.

## Другие СМИ

### Книги
The Art of Avatar — артбук по производству фильмов, выпущенный 30 ноября 2009 года издательством Abrams Books.
Символичные Произведения и Библия: Аватар — публицистическая книга 2022 года, о мотивах Библии во вселенной «Аватар».
22 января 2022 года официальный твиттер-аккаунт первого фильма объявил, что 26 апреля 2022 года будет выпущена новая книга, исследующая мир и историю Пандоры, под названием «The World of Avatar: A Visual Exploration», опубликованная Dorling Kindersley books.

### Видеоигры
James Cameron’s Avatar: The Game — это боевик от третьего лица 2009 года, который является приквелом к фильму, в котором Сигурни Уивер, Стивен Лэнг, Мишель Родригес и Джованни Рибизи повторяют свои роли из фильма. Подбором актёров и озвучкой для игры занималась компания Blindlight . Сообщалось также, что в производстве находится ещё безымянный сиквел.
В июне 2021 года было объявлено о выходе новой видеоигры по мотивам кинофраншизы под названием Avatar: Frontiers of Pandora, выпуск которой намечен на 2022 год для Microsoft Windows, PlayStation 5, Xbox Series X/S, Google Stadia и Amazon Luna.
В январе 2022 года компании The Walt Disney Company и Tencent анонсировали мобильный шутер MMO RPG под названием Avatar: Reckoning для iOS и Android. Ожидается, что он выйдет в 2022 году.
Игра Avatar: Pandora Rising был анонсирован компанией Scopely для iOS и Android в 2019 году. В настоящее время он находится в стадии бета-тестирования.

### Сценическая адаптация
Toruk — The First Flight — это оригинальная сценическая постановка монреальского Cirque du Soleil, которая шла с декабря 2015 года по июнь 2019 года. Вдохновленная фильмом «Аватар», история разворачивается в прошлом Пандоры, с пророчеством об угрозе Древу душ и поисками тотемов разных племен. Зрители могли скачать приложение, чтобы участвовать в шоу-эффектах. 18 января 2016 года на странице Toruk в Facebook было объявлено, что съемки для DVD-релиза завершены и идет монтаж.

### Выставка
Avatar The Exhibition — это передвижная выставка, основанная на первом фильме. Она открылась в Чэнду (Китай), 1 мая 2021 г. и закрылась 31 декабря 2021 года. В настоящее время он гастролирует по Азии с запланированными остановками по всему миру.

### Романы
После выхода фильма «Аватар» Кэмерон изначально планировал написать роман по мотивам фильма «рассказывающий историю фильма, но [углубляющийся] во все истории, на которые у нас не было времени».
В 2013 году этот план был заменен анонсом четырёх новых романов в рамках «расширенной вселенной Аватара», автором которых должен был стать Стивен Гулд. Книги должны были быть опубликованы компанией Penguin Random House, однако с 2017 года о запланированной серии книг ничего не известно.

### Комиксы
В октябре 2015 года Dark Horse Comics подписали 10-летнее партнерство на издание комиксов по фильму «Аватар».
6 мая 2017 года компания Dark Horse Comics опубликовала одноразовый выпуск ко Дню бесплатных комиксов под названием FCBD 2017: James Cameron’s Avatar / Briggs Land, в который вошла короткая история, действие которой происходит в мире Аватара, под названием «Братья». С января по август 2019 года Dark Horse опубликовала мини-сериал из шести выпусков под названием Avatar: Tsu’tey’s Path. Данный мини-сериал был собран в формате trade paperback 27 ноября 2019 года, а история «Братья» была включена в качестве дополнительного материала.
| Выпуск    | Сюжет             | Дата выпуска     | История        | Художник                                   | Цвета       | Обложки                           | Коллекция                                                            |
| --------- | ----------------- | ---------------- | -------------- | ------------------------------------------ | ----------- | --------------------------------- | -------------------------------------------------------------------- |
| FCBD 2017 | «Братья»          | 6 мая, 2017      | Шерри Л. Смит  | Даг Уитли                                  | Уэс Дзиоба  | Дэйв Уилкинс                      | Avatar: Tsu’tey’s Path ВЫПУЩЕН: 27 ноября, 2019 ISBN 9781506706702   |
| #1        | «Tsu’tey’s Path»  | 16 января, 2019  | Шерри Л. Смит  | Ян Дуурсема (рисунки) Дан Парсон (чернила) | Уэс Дзиоба  | Даг Уитли Ши Стэндефер (варианты) | Avatar: Tsu’tey’s Path ВЫПУЩЕН: 27 ноября, 2019 ISBN 9781506706702   |
| #2        | «Tsu’tey’s Path»  | 13 февраля, 2019 | Шерри Л. Смит  | Ян Дуурсема (рисунки) Дан Парсон (чернила) | Уэс Дзиоба  | Даг Уитли Ши Стэндефер (варианты) | Avatar: Tsu’tey’s Path ВЫПУЩЕН: 27 ноября, 2019 ISBN 9781506706702   |
| #3        | «Tsu’tey’s Path»  | 20 марта, 2019   | Шерри Л. Смит  | Ян Дуурсема (рисунки) Дан Парсон (чернила) | Уэс Дзиоба  | Даг Уитли Ши Стэндефер (варианты) | Avatar: Tsu’tey’s Path ВЫПУЩЕН: 27 ноября, 2019 ISBN 9781506706702   |
| #4        | «Tsu’tey’s Path»  | 1 мая, 2019      | Шерри Л. Смит  | Ян Дуурсема (рисунки) Дан Парсон (чернила) | Уэс Дзиоба  | Даг Уитли Ши Стэндефер (варианты) | Avatar: Tsu’tey’s Path ВЫПУЩЕН: 27 ноября, 2019 ISBN 9781506706702   |
| #5        | «Tsu’tey’s Path»  | 26 июня, 2019    | Шерри Л. Смит  | Ян Дуурсема (рисунки) Дан Парсон (чернила) | Уэс Дзиоба  | Даг Уитли Ши Стэндефер (варианты) | Avatar: Tsu’tey’s Path ВЫПУЩЕН: 27 ноября, 2019 ISBN 9781506706702   |
| #6        | «Tsu’tey’s Path»  | 21 августа, 2019 | Шерри Л. Смит  | Ян Дуурсема (рисунки) Дан Парсон (чернила) | Уэс Дзиоба  | Даг Уитли Ши Стэндефер (варианты) | Avatar: Tsu’tey’s Path ВЫПУЩЕН: 27 ноября, 2019 ISBN 9781506706702   |
|           |                   |                  |                |                                            |             |                                   |                                                                      |
| #1        | «The Next Shadow» | 6 января, 2021   | Джереми Барлоу | Джош Худ                                   | Уэс Дзиоба  | Гильерме Бальби с Уэс Дзиоба      | Avatar: The Next Shadow ВЫПУЩЕН: 11 августа, 2021 ISBN 9781506722429 |
| #2        | «The Next Shadow» | 3 февраля, 2021  | Джереми Барлоу | Джош Худ                                   | Уэс Дзиоба  | Гильерме Бальби с Уэс Дзиоба      | Avatar: The Next Shadow ВЫПУЩЕН: 11 августа, 2021 ISBN 9781506722429 |
| #3        | «The Next Shadow» | 3 марта, 2021    | Джереми Барлоу | Джош Худ                                   | Уэс Дзиоба  | Гильерме Бальби с Уэс Дзиоба      | Avatar: The Next Shadow ВЫПУЩЕН: 11 августа, 2021 ISBN 9781506722429 |
| #4        | «The Next Shadow» | 7 апреля, 2021   | Джереми Барлоу | Джош Худ                                   | Уэс Дзиоба  | Гильерме Бальби с Уэс Дзиоба      | Avatar: The Next Shadow ВЫПУЩЕН: 11 августа, 2021 ISBN 9781506722429 |
|           |                   |                  |                |                                            |             |                                   |                                                                      |
| #1        | «Adapt or Die»    | 4 мая, 2022      | Коринна Бечко  | Бени Лобель                                | Марк Молчан | Уэс Дзиоба                        | Avatar: Adapt or Die ВЫПУЩЕН: 4 мая, 2022 ISBN 428492817595939       |
| #2        | «Adapt or Die»    | 1 июня, 2022     | Коринна Бечко  | Бени Лобель                                | Марк Молчан | Уэс Дзиоба                        | Avatar: Adapt or Die ВЫПУЩЕН: 4 мая, 2022 ISBN 428492817595939       |
| #3        | «Adapt or Die»    | 6 июля, 2022     | Коринна Бечко  | Бени Лобель                                | Марк Молчан | Уэс Дзиоба                        | Avatar: Adapt or Die ВЫПУЩЕН: 4 мая, 2022 ISBN 428492817595939       |
| #4        | «Adapt or Die»    | TBA              | Коринна Бечко  | Бени Лобель                                | Марк Молчан | Уэс Дзиоба                        | Avatar: Adapt or Die ВЫПУЩЕН: 4 мая, 2022 ISBN 428492817595939       |
| #5        | «Adapt or Die»    | TBA              | Коринна Бечко  | Бени Лобель                                | Марк Молчан | Уэс Дзиоба                        | Avatar: Adapt or Die ВЫПУЩЕН: 4 мая, 2022 ISBN 428492817595939       |
| #6        | «Adapt or Die»    | TBA              | Коринна Бечко  | Бени Лобель                                | Марк Молчан | Уэс Дзиоба                        | Avatar: Adapt or Die ВЫПУЩЕН: 4 мая, 2022 ISBN 428492817595939       |

### Тематический парк аттракционов
В 2011 году Кэмерон, Lightstorm и Fox заключили эксклюзивное лицензионное соглашение с The Walt Disney Company на создание тематических аттракционов «Аватар» в парках и курортах Walt Disney по всему миру, включая тематическую территорию в Disney’s Animal Kingdom в Лейк Буэна Виста, Флорида. Эта территория, известная как «Pandora — The World of Avatar», открылась 27 мая 2017 года
Действие тематического парка разворачивается через поколение после событий фильмов, и в нём есть два аттракциона: Avatar Flight of Passage и Na’vi River Journey.

## Комментарии
1. ↑  Старое название компании 20th Century Studios.